# Euro Hockey Tour 2009/2010
Euro Hockey Tour 2009/2010 je 14. ročník hokejových turnajů Euro Hockey Tour.

## Czech Hockey Games
Turnaj se hrál od 3. do 6. září 2009 v Karlových Varech. Utkání Rusko – Švédsko bylo sehráno v ruském Podolsku.
Vítěz Česká hokejová reprezentace.
| Tým 1   | Výsledek                       | Tým 2   |
| ------- | ------------------------------ | ------- |
| Finsko  | 0 : 2 (0:0, 0:1, 0:1)          | Česko   |
| Rusko   | 3 : 4 SN (1:2, 1:1, 1:0 – 0:0) | Švédsko |
| Rusko   | 3 : 2 (1:1, 1:0, 1:1)          | Finsko  |
| Česko   | 5 : 2 (1:1, 3:0, 1:1)          | Švédsko |
| Švédsko | 3 : 8 (1:4, 1:0, 1:4)          | Finsko  |
| Česko   | 3 : 2 SN (1:1, 0:1, 1:0 – 0:0) | Rusko   |

## Karjala cup
Turnaj se hrál od 5. do 8. listopadu 2009.
Vítěz: Ruská hokejová reprezentace
| Tým 1   | Výsledek                       | Tým 2   |
| ------- | ------------------------------ | ------- |
| Finsko  | 3 : 4 SN (3:0, 0:1, 0:2 – 0:0) | Rusko   |
| Švédsko | 4 : 3 (1:1, 3:0, 0:2)          | Česko   |
| Švédsko | 1 : 4 (1:2, 0:0, 0:2)          | Rusko   |
| Finsko  | 2 : 1 (1:1, 0:0, 1:0)          | Česko   |
| Česko   | 3 : 4 PP (2:0, 0:2, 1:1 – 0:1) | Rusko   |
| Finsko  | 7 : 0 (2:0, 5:0, 0:0)          | Švédsko |

## Channel One cup
Turnaj se hrál od 17. do 20. prosince 2009.
Vítěz: Finská hokejová reprezentace
| Tým 1   | Výsledek                       | Tým 2   |
| ------- | ------------------------------ | ------- |
| Finsko  | 4 : 3 SN (0:1, 2:1, 1:1 – 0:0) | Švédsko |
| Česko   | 3 : 4 SN (0:1, 2:1, 1:1 – 0:1) | Rusko   |
| Rusko   | 2 : 3 (0:1, 1:0, 1:2)          | Finsko  |
| Švédsko | 4 : 3 PP (0:0, 2:0, 1:3 – 1:0) | Česko   |
| Rusko   | 4 : 3 (0:1, 2:2, 1:1)          | Švédsko |
| Česko   | 2 : 1 PP (1:1, 0:0, 0:0 – 1:0) | Finsko  |

## LG Hockey Games
Turnaj se hrál od 29. dubna do 2. května 2010.
Vítěz: Finská hokejová reprezentace
| Tým 1   | Výsledek                      | Tým 2   |
| ------- | ----------------------------- | ------- |
| Švédsko | 3 : 2 (2:1, 1:1, 0:0)         | Finsko  |
| Česko   | 4 : 2 (0:1, 2:0, 2:1)         | Rusko   |
| Finsko  | 5 : 4 SN (2:1, 2:2, 0:1, 0:0) | Rusko   |
| Švédsko | 1 : 2 SN (0:1, 1:0, 0:0, 0:0) | Česko   |
| Rusko   | 4 : 2 (1:0, 2:0, 1:2)         | Švédsko |
| Finsko  | 4 : 1 (0:1, 1:0, 3:0)         | Česko   |

## Celková tabulka EHT 2009/2010
| Poř. | Tým     | Z  | V | VP | PP | P | VG | OG | B  |
| ---- | ------- | -- | - | -- | -- | - | -- | -- | -- |
| 1.   | Finsko  | 12 | 5 | 2  | 2  | 3 | 41 | 28 | 21 |
| 2.   | Rusko   | 12 | 4 | 3  | 3  | 2 | 40 | 36 | 21 |
| 3.   | Česko   | 12 | 3 | 3  | 3  | 3 | 32 | 30 | 17 |
| 4.   | Švédsko | 12 | 2 | 2  | 2  | 6 | 30 | 49 | 12 |

## Vysvětlivky k tabulkám a zápasům
- Z – počet odehraných zápasů
- V – počet vítězství
- VP – počet výher po prodloužení (nebo po samostatných nájezdech)
- PP – počet proher po prodloužení (nebo po samostatných nájezdech)
- P – počet proher
- VG – počet vstřelených gólů
- OG – počet obdržených gólů
- B – počet bodů